# Java-gnome
java-gnome è un insieme di librerie Java per lo sviluppo di applicazioni per GNOME usando il linguaggio Java e le librerie GTK+ in un sistema cross-platform.
Dalla versione 2.0, java-gnome è scritto da un team , mentre le precedenti era originariamente un progetto della Operational Dynamics  ed è stata completamente riscritta per creare un tool completo open source e dalla versione 2.0 le librerie java-gnome sono disponibili secondo la licenza GPL.
A differenza della maggior parte delle librerie GTK+, non è disponibile la versione per Microsoft Windows.

## Esempio
Per compilare una classe scritta con java-gnome è necessario aggiungere il jar gtk-4.1.jar al classpath durante la fase di compilazione, nei sistemi Debian (e tutte le distribuzioni derivate) è disponibile il pacchetto libjava-gnome-java nei repository ufficiali (il jar viene installato nella cartella \usr\share\java\). 

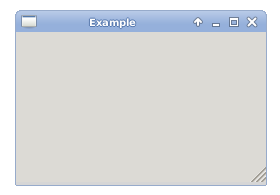
java-gnome GtkExample

```
package
 
org.wikipedia.javagnome.example
;

import
 
org.gnome.gdk.Event
;

import
 
org.gnome.gtk.Gtk
;

import
 
org.gnome.gtk.Widget
;

import
 
org.gnome.gtk.Window
;

import
 
org.gnome.gtk.WindowPosition
;

/**

 * Java-Gnome GTK Example

 * ispired official site java-gnome.sourceforge.net

 */

public
 
class
 
GdkSimple
 
extends
 
Window
 
{

  
public
 
GdkSimple
()
 
{

    
setTitle
(
"Example"
);

    
connect
(
new
 
Window
.
DeleteEvent
()
 
{

      
public
 
boolean
 
onDeleteEvent
(
Widget
 
source
,
 
Event
 
event
)
 
{

        
Gtk
.
mainQuit
();

        
return
 
false
;

      
}

    
});

    
setDefaultSize
(
250
,
 
150
);

    
setPosition
(
WindowPosition
.
CENTER
);

    
show
();

  
}

  
public
 
static
 
void
 
main
(
String
[]
 
args
)
 
{

    
Gtk
.
init
(
args
);

    
new
 
GdkSimple
();
 

    
Gtk
.
main
();
 

  
}
 

}

```